# Laktol

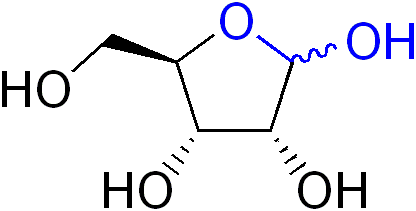
Laktolové funkční skupiny, zvýrazněné modře, se nacházejí u mnoha sacharidů jako je zde zobrazená ribóza.

Laktoly jsou molekuly, které jsou cyklickými ekvivalenty poloacetalů a poloketalů. Vznikají vnitromolekulární nukleofilní adicí hydroxylové skupiny na karbonyl aldehydu nebo ketonu.
Laktoly se často vyskytují v rovnováze s odpovídajícími hydroxyaldehydy. Tato rovnováha může být ovlivněna velikostí cyklu nebo i jinými konformačními jevy.
Aldózové monosacharidy se v přírodě vyskytují převážně jako laktoly.

## Reaktivita
U laktolů může proběhnout řada chemických reakcí jako například:
- oxidace na laktony
- reakce s alkoholy za vzniku acetalů
  - Reakcí cukrů s alkoholy či jinými nukleofily vznikají glykosidy.
- redukce na cyklické ethery.